# Scotorythra arboricolens
Scotorythra arboricolens är en fjärilsart som beskrevs av Butler 1883. Scotorythra arboricolens ingår i släktet Scotorythra och familjen mätare. Inga underarter finns listade.